# Aghireșu (gmina)
Aghireșu (/Agireʃu/) – gmina w Rumunii, w okręgu Kluż. Obejmuje miejscowości Aghireșu, Aghireșu-Fabrici, Arghișu, Băgara, Dâncu, Dorolțu, Inucu, Leghia, Macău, Ticu i Ticu-Colonie. W 2011 roku liczyła 7116 mieszkańców.